# Mtskheta
Mtskheta (georgià: მცხეთა, pronunciat  [mtsʰxɛtʰɑ] (?·pàg.)) és l'antiga capital de Geòrgia en fundar-se el Regne d'Ibèria al segle iv aC. Va deixar de ser capital el 1122, quan va ser ocupada Tbilisi, que constituïa un emirat musulmà, si bé després encara hi van ser coronats alguns reis. Fou, a més a més, la residència del catolicós patriarca de Geòrgia. El 2014 va ser declarada la ciutat santa de l'Església Ortodoxa de Geòrgia.
Segons el Khartlis Tskhoréba (Història de Geòrgia), una obra antiga que esmenta la formació del regne, aquest tenia, a finals del segle iv aC, governadors provincials anomenats mamasakhlissi, sobre els quals dominava el governador de Mtskheta. En temps d'Alexandre el Gran, els grecs van arribar al país, van assassinar el governador de Mtskheta, que es deia Samara, i van posar com a governador un cap grec anomenat Azon. Passat un temps, un nebot de Samara, Parnavaz, que era nadó quan van arribar els grecs, i la seva mare l'havia amagat a les muntanyes, es va associar amb Kudji, un governador d'una província d'Ègrissi, per revoltar-se contra Ezon o Azon. La rebel·lió va triomfar i Azon va morir en la lluita. Parnavaz es va proclamar rei. Va establir governadors locals en totes les regions, càrrec que es va anomenar eristhavi, menys al Kartli Interior, que va ser encomanat a un espaspeta, és a dir, un comandant en cap, amb un territori de l'Aragvi fins al Tatxiskari.

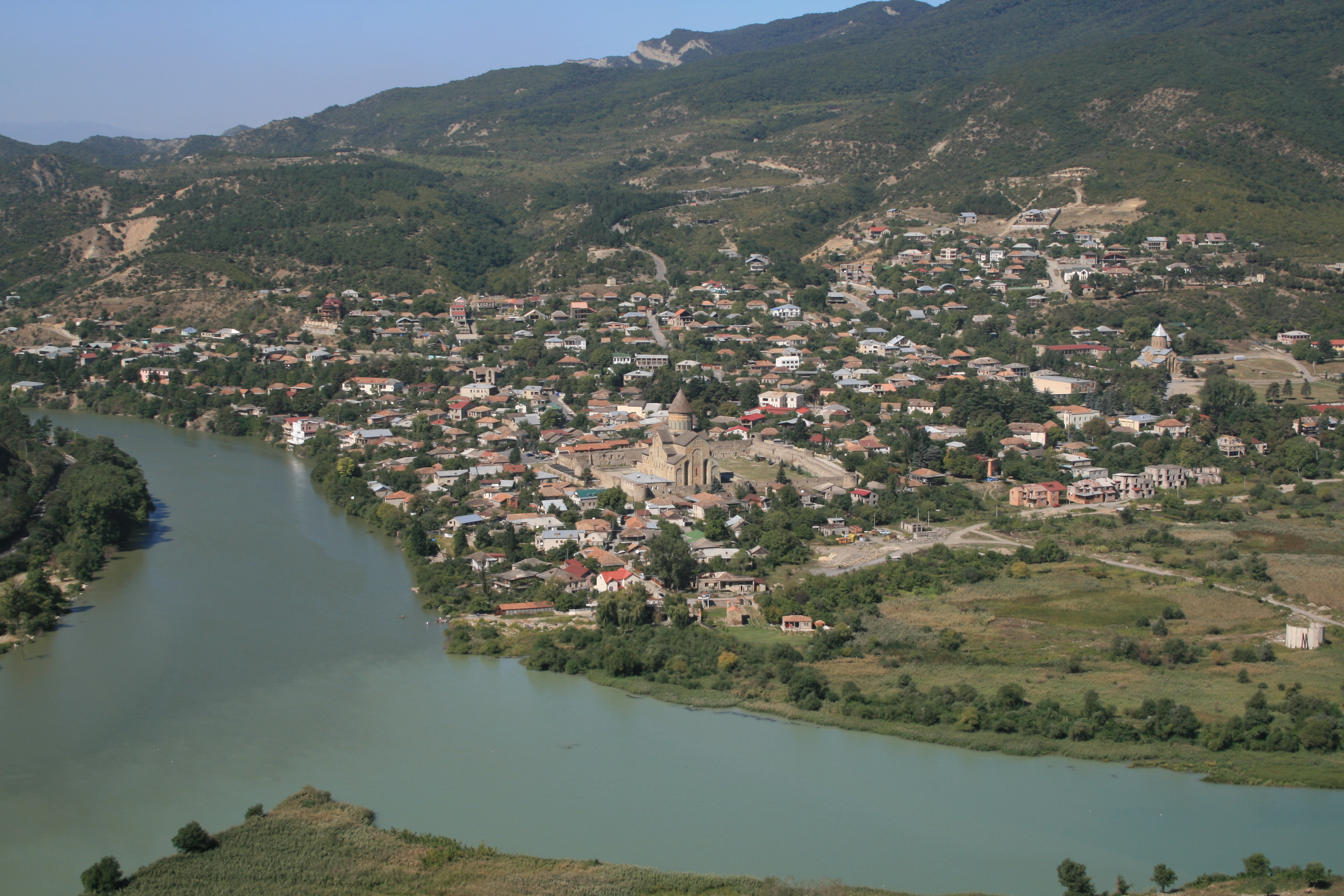
Vista de Mtskheta, a la confluència entre els rius Mtkvari i Aragvi, centrada pel recinte de la catedral de Sveti Tskhoveli

A Mtskheta es troben diversos dels monuments més significatius de l'arquitectura cristiana de Geòrgia, de gran importància històrica en el desenvolupament de l'arquitectura medieval del Caucas:
- Catedral de Svetitskhoveli (segle xi).
- Monestir de Djvari (segle vi).
- Monestir de Samtravo (segles iv i xi).